# Rysk kosmism

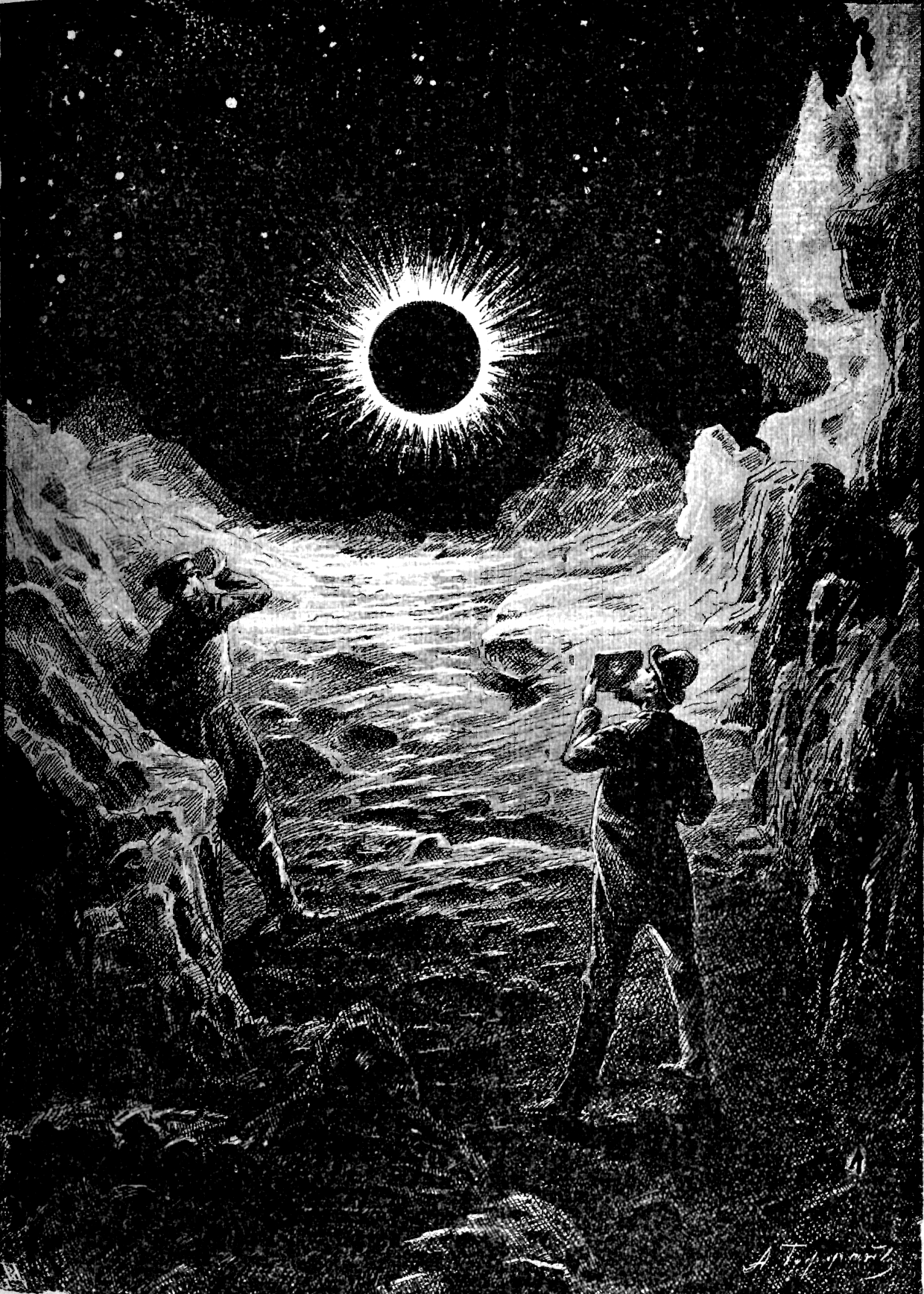
En illustration till Tsiolkovskij pedagogiska science fiction-berättelse On the Moon (1893)

Rysk kosmism (ryska: Русский космизм), eller kosmism, är en filosofisk och kulturell rörelse som uppstod i slutet av 1800-talet och början av 1900-talet i Ryssland och integrerade vetenskap, religion och metafysik i en enhetlig världsbild. Den kännetecknas av tron på mänsklighetens kosmiska öde, potentialen för odödlighet och användningen av vetenskapliga och tekniska framsteg för att uppnå kontroll över naturen och utforska rymden.
I början av 1900-talet skedde en explosion av vetenskaplig forskning om interplanetära resor, till stor del driven av skönlitterära författare som Jules Verne och H.G. Wells, vilket skulle komma att påverka filosofiska rörelser som rysk kosmism.[källa behövs] Rörelsen påverkades också av östortodoxt tänkande, rysk filosofi och framsteg inom naturvetenskapen. Nyckelpersoner inom rysk kosmism inkluderar Nikolaj Fedorov, som förespråkade avskaffandet av förfädernas död och uppståndelse genom vetenskapliga medel; och Konstantin Tsiolkovsky, vars arbete inom astronautik och rymdresor lade grunden för modern rymdfart. Andra anmärkningsvärda tänkare, såsom Vladimir Vernadsky och Alexander Chizhevsky, bidrog med idéer om noosfären, biosfären och kosmiska influenser på mänskligt liv.
Även om kosmismen undertrycktes under sovjettiden, påverkade den sovjetisk rymdutforskning, transhumanism och senare filosofiska rörelser. Under 2000-talet har den ryska kosmismen fått förnyat intresse, särskilt i diskussioner om rymdkolonisering, teknologisk odödlighet och mänsklighetens roll i universum.[källa behövs]